# Zvanyj užin
Zvanyj užin (Званый ужин) è un film del 1953 diretto da Fridrich Markovič Ėrmler.